# Vergt
Vergt is een gemeente in het Franse departement Dordogne (regio Nouvelle-Aquitaine). De plaats maakt deel uit van het arrondissement Périgueux. Vergt telde op 1 januari 2022 1.750 inwoners.

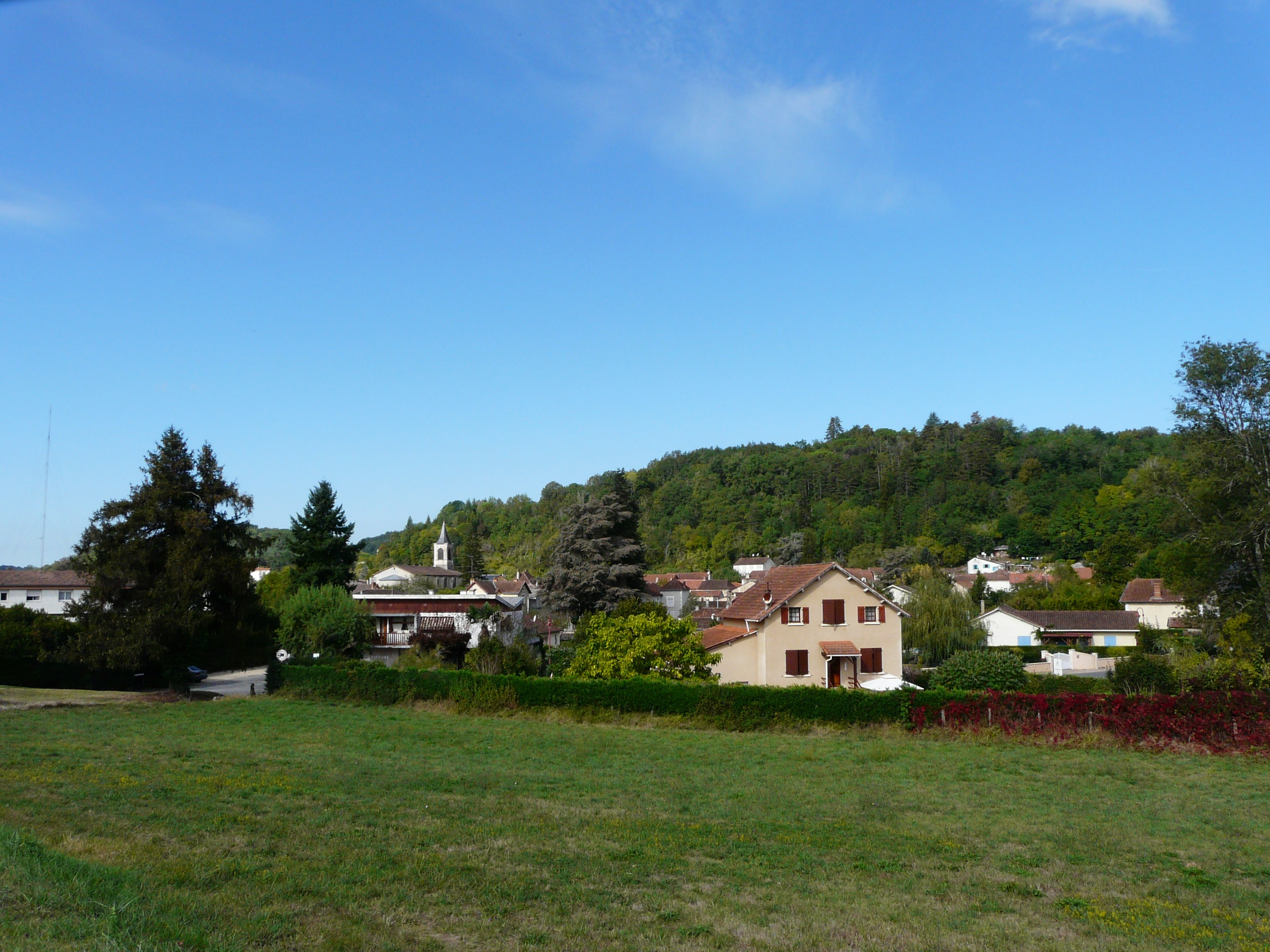
Vergt
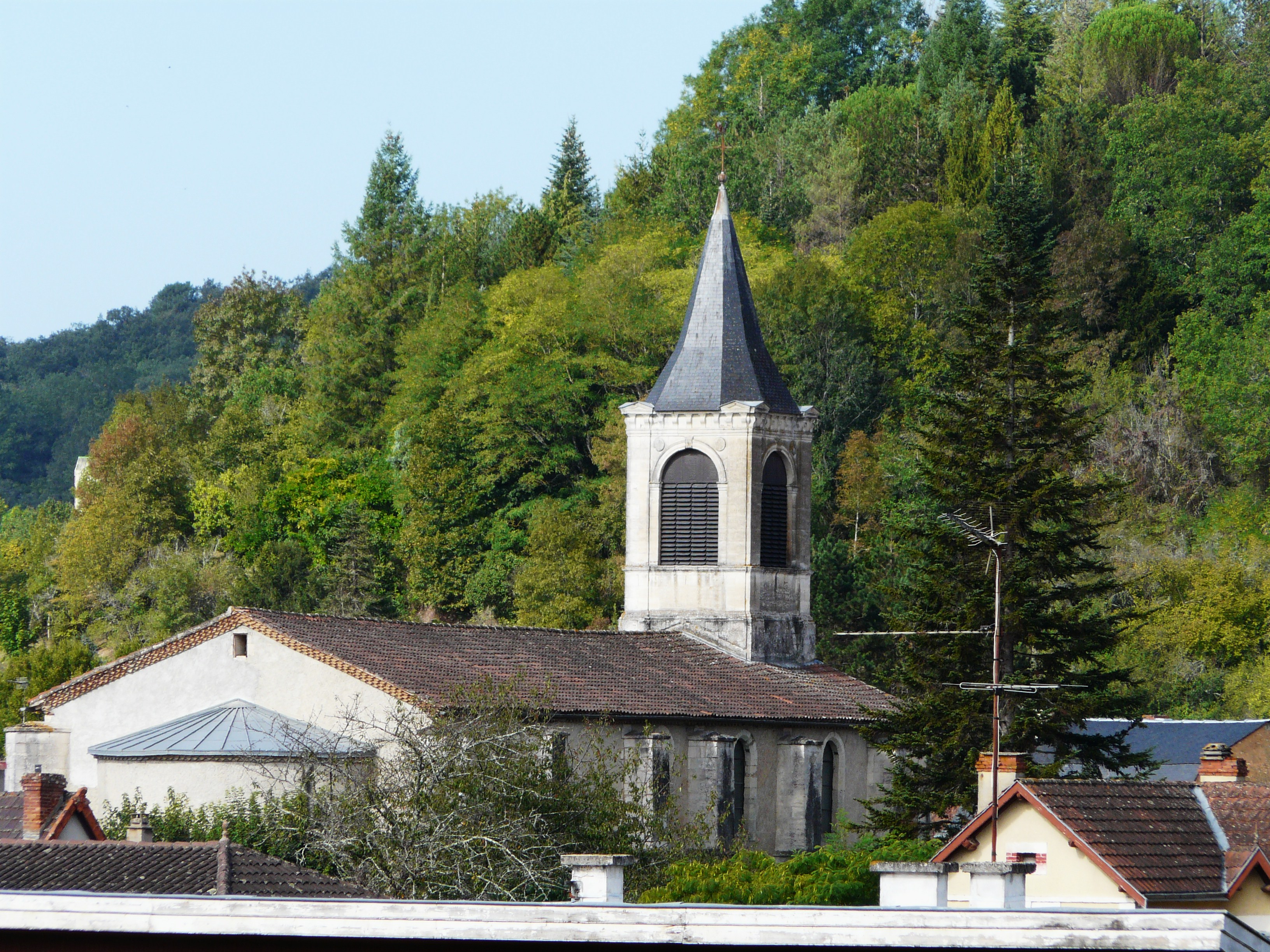
Kerk van Vergt

## Geografie
De oppervlakte van Vergt bedraagt 32,52 km², de bevolkingsdichtheid is 52 inwoners per km² (per 1 januari 2019).
De onderstaande kaart toont de ligging van Vergt met de belangrijkste infrastructuur en aangrenzende gemeenten.

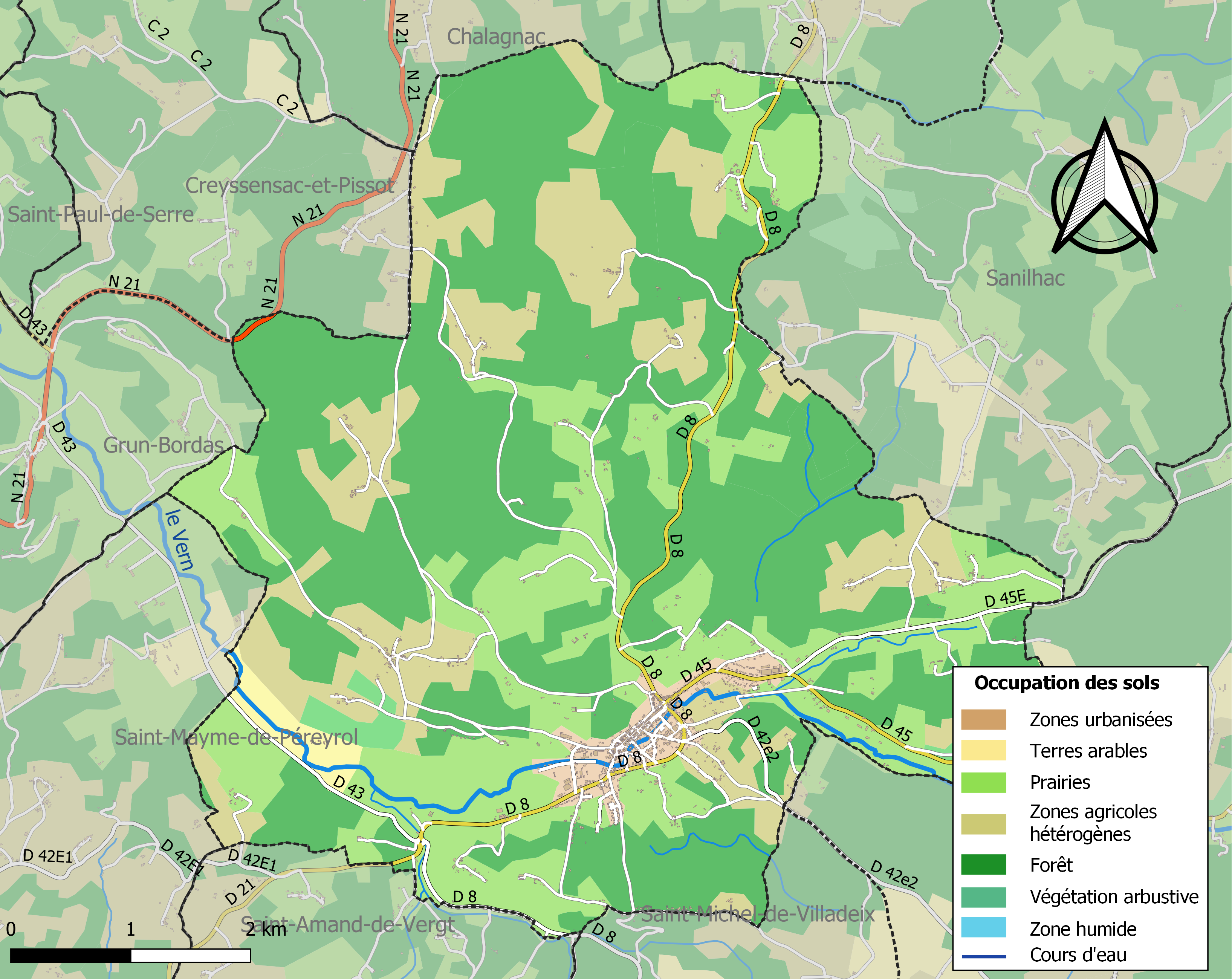

## Demografie
Onderstaande figuur toont het verloop van het inwonertal (bron: INSEE-tellingen).